# صدای موتور قایق (الکترونیک)
در الکترونیک، صدای موتور قایق نوعی نوسان مزاحم با فرکانس پایین (تغییر چرخهٔ ناخواسته ولتاژ خروجی) است که گاهی اوقات در تجهیزات صوتی و رادیویی اتفاق می‌افتد و اغلب خود را به عنوان صدایی شبیه به یک قایق موتوری که درجا کارمی‌کند، «پوت-پوت-پوت» در خروجی صوتی از بلندگوها یا هدفون ظاهر می‌شود. این یک مشکل به ویژه در فرستنده‌های رادیویی و سیستم‌های صوتی لامپی قدیمی، تقویت‌کننده‌های گیتار، سیستم صوتی عمومی است و به دلیل نوعی بازخورد ناخواسته در مدار ایجاد می‌شود. ادوات تقویت‌کننده در تجهیزات صوتی و رادیویی در برابر انواع مشکلات بازخورد آسیب‌پذیر هستند، که می‌تواند باعث ایجاد نویز منحصربفردی در خروجی شود. اصطلاح صدای موتور قایق برای نوساناتی که فرکانس آن‌ها زیر دامنه شنوایی باشد از ۱ تا ۱۰ هرتز بکار می‌رود از اینرو نوسانات خاصی به صورت پالس شنیده می‌شود. گاهی اوقات نوسانات د هم‌چنان‌که قیف ووفر در بلندگوها که به آرامی به داخل و خارج حرکت می‌کنند، با چشم دیده می‌شود.
علاوه بر صدایی آزار دهنده، صدای موتور قایق می‌تواند باعث برش‌داده شدن شکل‌موج خروجی صوتی و درنتیجه اعوجاج در خروجی شود.